# Tóthfalussy Béla (újságíró)
Tóthfalussy Béla (Szatmárnémeti, 1928. június 11. – 2021. március 25.) erdélyi magyar újságíró, politikus, rádiós, televíziós, műfordító, T. Veress Éva (1939) férje.

## Életútja, munkássága
A szatmárnémeti Kereskedelmi Középiskolában érettségizett, majd postatiszti szaktanfolyamot végzett Nagyváradon. 1944-ben magyar királyi postatiszt volt, majd otthagyta a postát és elvégezte Szatmárnémetiben a Kereskedelmi Középiskolát (1948). 1948–52 között mérlegképes könyvelő, majd főkönyvelő volt; katonai szolgálatának letöltése után az Unio gyárban esztergályos szakmunkás. Mérnök szeretett volna lenni, de kiemelték a termelésből és Bukarestbe irányították, ahol elvégezte a külpolitikai főiskolát, s a román külügyminisztérium munkatársaként 1953-ban mint nagykövetségi attasé került a budapesti román követségre. 1955–56-ban Románia konzulja, majd referensi beosztást töltött be.
Saját kérésére a bukaresti rádió és tv magyar adásához került, amelynek 1959-től 1972-ig főmunkatársa volt. Ebben az időszakban több figyelemre méltó tv-filmet készített: A tegnapi és mai Temesvár, A székelyföldi borvizekről, A fa útja, ezenkívül portréfilmet Olosz Lajosról és Veress Istvánról, néprajzi dokumentum értékű riportfilmet egy magyardécsei lakodalomról. Közben földrajz–történelem szakos tanári diplomát szerzett a bukaresti Pedagógiai Főiskolán (1967), s azt kiegészítve, történelem szakos egyetemi diplomát a bukaresti egyetemen (1971). 
1972-ben Kolozsvárra költözve, az itteni rádió magyar adásának főmunkatársa a stúdió felszámolásáig (1985). Nagyon sok erdélyi faluban fordult meg, mezőgazdasági, ipari és közművelődési rádióriportjai népszerűek voltak. A kolozsvári rádió újraindításakor (1989. december 24.) annak külső munkatársa lesz, s itt dolgozott 1990 júniusáig. 1991–94-ben a Kertbarátok Lapjának főszerkesztője, 1994–96 között az Erdélyi Gazda szerkesztőségi főtitkára, közben 1992–97 között a Kertbarátok Egyesületének ügyvezetője.
Cikkeit a Szabadság, az Előre, a Kertbarátok Lapja, az Erdélyi Gazda és a Szabad Föld közölte.
Bajor Andorral Vasile Rebreanu és Romulus Guga több színdarabját fordította románból; ezek a kolozsvári Rádióban hangzottak el; fordítóként munkatársa volt a Kortárs román drámák (Bukarest, 1983) c. kötetnek.